# 大島杏子
大島杏子（おおしま きょうこ，1986年8月5日—）日本女子競技體操運動員。東京都出生，畢業於藤村女子中学校、藤村女子高等学校及明星大学通信教育部。現隸屬朝日生命体操隊，現任教練為塚原千惠子。

## 簡歷
2010年11月，大島代表日本出戰廣州亞運會，參加體操比賽的女子个人全能及团体賽兩個項目，奪得团体賽銀牌。